# Fred Alan Wolf

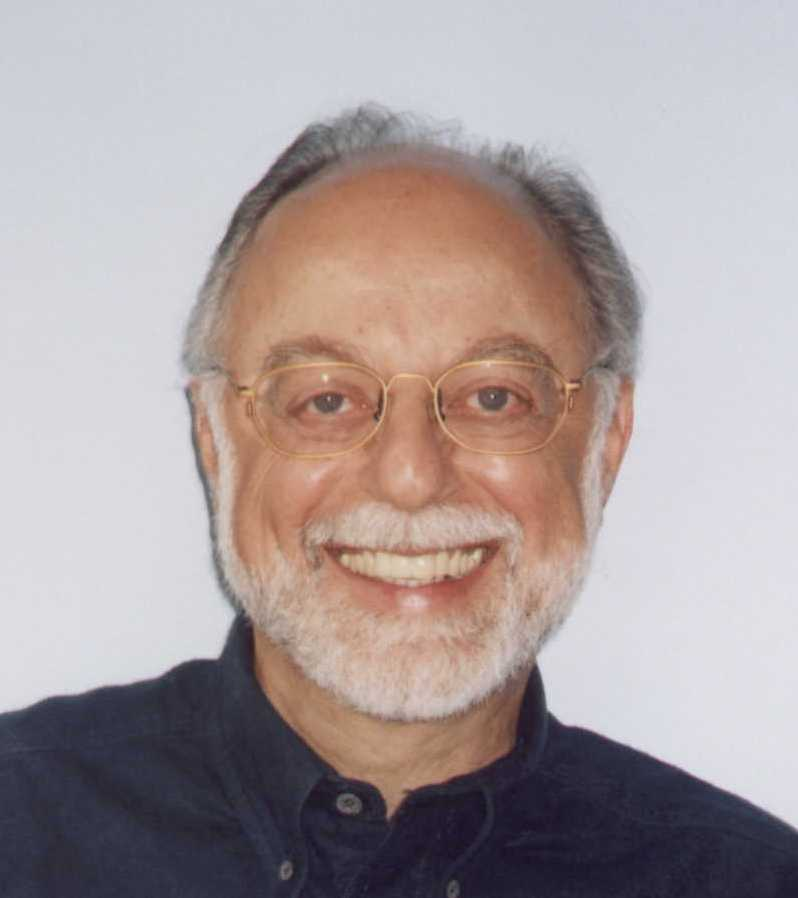
Fred Alan Wolf (2000)

Fred Alan Wolf (* 3. Dezember 1934) ist ein US-amerikanischer theoretischer Physiker mit Schwerpunkt auf der Quantenphysik und der Verbindung von Physik und Bewusstsein. Er ist emeritierter Professor für Physik an der San Diego State University und bemühte sich um populäre Darstellungen der Wissenschaft auf dem Discovery Channel. Er ist Autor zahlreicher Bücher aus dem Bereich der Physik darunter Taking the Quantum Leap (1981), The Dreaming Universe (1994), Mind into Matter (2000) und Time Loops and Space Twists (2011).
Wolf war in den 1970er Jahren zusammen mit Jack Sarfatti und anderen Mitglied der Fundamental Fysiks Group des Lawrence Berkeley Laboratory, der im Mai 1975 von Elizabeth Rauscher and George Weissmann gegründet wurde. Seine Theorien über die Wechselbeziehung von Bewusstsein und der Quantenphysik wurden von Newsweek 2007 als „eines der Grenzgebiete des wissenschaftlichen Mainstreams“ beschrieben.

## Leben
Fred Alan Wolf wurde am 3. Dezember 1934 in eine jüdische Familie hineingeboren. Wolfs Interesse an der Physik wurde in ihm als Kind geweckt, als er eine Wochenschau mit der Explosion der ersten Atombombe sah. Wolf erhielt seinen Ph.D. in theoretischer Physik an der UCLA im Jahre 1963 und begann nach einer Kernwaffenexplosion das Gebiet des Partikelverhaltens in der Atmosphäre zu erforschen.
Er trat als Moderator für Physik in der Sendung The Know Zone im Discovery Channel auf, war Teilnehmer in der PBS-Serie Closer to Truth, und er war Gast im Radio und Teilnehmer bei Talkshows im Fernsehen in den Vereinigten Staaten und im Ausland. Er wirkte auch bei den Filmen What the Bleep Do We Know!? (2004), The Secret (2006) und Spirit Space (2008) mit. Seit den 1960er Jahren hält er Vorträge zu Themen der Quantenphysik und des „Quantenbewusstseins“, häufig unter dem Namen Dr. Quantum oder Captain Quantum. Er erscheint auch in einer Dokumentation über den Dalai Lama mit dem Titel Dalai Lama Renaissance.
Sein Buch Taking the Quantum Leap: The New Physics for Nonscientists wurde 1982 mit dem U.S. National Book Award ausgezeichnet im Bereich Naturwissenschaft.
Wolf unterrichtete an der San Diego State University, der Universität von Paris, der Hebräischen Universität Jerusalem, der Universität von London, der Universität Paris-Süd, Orsay und dem Birkbeck College, London.

## Gedanken

### Die Physik der Träume
In seinem Buch Die Physik der Träume überträgt Wolf die Vorstellungen und Erkenntnisse der modernen Quantenphysik auf Modelle der Psychologie und der Bewusstseinsforschung. Er beruft sich dabei auf den Austausch des Psychiaters und Psychoanalytikers Carl Gustav Jung und des Quantenphysikers Wolfgang Pauli über das Phänomen der Synchronizität. Ähnlich wie die nichtlokale Verschränkung in der Quantenphysik besitzen auch Synchronizitäten zeitlich korrelierende Ereignisse, die nicht über eine Kausalbeziehung verknüpft sind. Wolf erkennt den Ursprung darin im Holografischen Prinzip des Universums. Diesem entspricht die Funktionsweise des menschlichen Gehirns, das selbst wie ein Hologramm erscheint. Diese Sichtweise erlaubt es ihm, das Geschehen im Traum, das in seiner sprunghaft spontanen Erlebniswelt überraschende Gemeinsamkeiten mit der Quantenmechanik aufweist, mit der Funktionsweise des Hilbertraums zu vergleichen. „Die alogische Struktur des Es gleicht der alogischen Struktur des Hilbert-Raumes in der Quantenphysik“ vermutet Wolf und erklärt: „Man schafft Erfahrung aus dem Hilbert-Raum mittels Beobachtungsprozeß im physikalischen Raum“. Erst die bewusste Erinnerungsarbeit beim Erwachen des Träumers formt durch Beobachtung die Wirklichkeit des Traumes. Analog dazu hält Wolf unsere ganze Wirklichkeit für einen großen Traum. Das „träumende Universum“ (The Dreaming Universe, so auch der englische Buchtitel) erschafft dabei die Wirklichkeit selbst. „Realität ist nichts Stoffliches“ so der Quantenphysiker Wolf, „sondern besteht aus Möglichkeiten, die so kohärent sein können, daß sich aus ihnen feste Materie bildet“.

### Parallele Universen
Auch in seinem Buch „Parallele Universen“ beschäftigt sich Wolf mit der Vorstellung des Superraums. Aus diesem mathematischen Konstrukt ergeben sich in der Quantenphysik zahlreiche mögliche Universen, die parallel nebeneinander bestehen. „Jedes dieser Universen fluktuiert und ist sehr instabil“ beschreibt er, „doch wenn man unendlich viele dieser instabilen Universen in denselben Raum bringt, hat man - siehe da! - ein stabiles Universum“. Doch nur das Bewusstsein bringt Ordnung im Superraum. Mit Hilfe der Mathematik ließe sich diese verstehen. Und nur so entstehe die einzige mögliche Weltanschauung „in der es ein einziges 'vernünftiges' und objektives Universum gibt“. Der Gedanke liegt nahe, in diesem geheimnisvollen Erkennen mehr zu sehen. So kommt Wolf am Ende seines Buches zum Schluss: „Für mich besteht die Wirklichkeit aus einem gigantischen Superraum - dem mathematischen Raum aller Möglichkeiten. Wir könnten ihn uns auch als den Geist Gottes vorstellen ... Aus meiner Sicht kann es so etwas wie das Sein ohne diese höhere Form der Quantenwirklichkeit nicht geben“.

### Quantenphysik und Spiritualität
In seinen späteren Werken beschäftigt sich Wolf wie viele andere Vertreter der sogenannten „Neuen Physik“ mit dem Verhältnis von Physik und Mystik, der Verbindung von Materie und Geist, der spirituellen Seele unseres Universums. Angeregt von der jüdischen Kabbala, der Alchemie oder der transpersonalen Psychologie Stanislav Grofs entdeckt der Wissenschaftler die spirituelle Dimension der Materie. In seinem nur auf Englisch erhältlichen Buch „Matter Into Feeling“ kommt er zu der Einsicht, dass es nur einen Geist gibt (engl. only One Mind). „There really is only one Mind, and thoughts that you're having, while they may seem very personal to you and very self-contained within your own head at the moment, those thoughts are being thought everywhere by everybody at some time in some form“ (Es gibt in Wirklichkeit nur einen Geist, und Gedanken, die du hast, werden – obwohl sie sehr persönlich und selbstbezogen in diesem Moment in deinem Kopf erscheinen – überall und von jedermann zu bestimmter Zeit und bestimmter Form gedacht). Diese Einheit des Geistes erkennt Wolf in der Geschichte der Religionen von Buddha über Jesus bis hin zu Mohammed und der wissenschaftlichen Revolution, in der wir heute leben.

## Werke
Bücher
- Taking the Quantum Leap: The New Physics for Nonscientists (September 1981), deutsch: Der Quantensprung ist keine Hexerei: Die neue Physik für Einsteiger ISBN 3034865759, ISBN 978-0-06-096310-1
- Space-Time and Beyond (1982), deutsch: Raum-Zeit und erweitertes Bewusstsein : auf dem Weg zur Erklärung des Unerklärbaren (von Bob Toben im Gespräch mit Jack Sarfatti und Fred Wolf) ISBN 3922026001
- Star Wave: Mind, Consciousness and Quantum Physics (1984) ISBN 0-02-630860-6
- Mind and the New Physics (1985) ISBN 0-434-87770-0, ISBN 978-0-434-87770-6
- The Body Quantum: The New Physics of Body, Mind and Health (1986), deutsch: Körper, Geist und neue Physik, Eine Synthese der neuesten Erkenntnisse von Medizin und moderner Naturwissenschaft ISBN 3-458-33197-2
- Parallel Universes: The Search for Other Worlds (1988), deutsch Parallele Universen. Die Suche nach anderen Welten ISBN 3-458-33941-8
- The Eagle's Quest: A Physicist's Search for Truth in the Heart of the Shamanic World (1991) ISBN 0-671-79291-1, ISBN 978-0-671-79291-6
- The Dreaming Universe : A Mind-Expanding Journey Into the Realm Where Psyche and Physics Meet (1994), deutsch: Die Physik der Träume : von den Traumpfaden der Aborigines bis ins Herz der Materie ISBN 978-3423330053
- The Spiritual Universe: One Physicists Vision of Spirit, Soul, Matter, and Self (1996) ISBN 0-9661327-1-8, ISBN 978-0-9661327-1-7
- Mind into Matter: A New Alchemy of Science and Spirit (2000) ISBN 0-9661327-6-9, ISBN 978-0-9661327-6-2
- Matter Into Feeling: A New Alchemy of Science and Spirit (2002) ISBN 1-930491-00-X, 9781930491007
- The Yoga of Time Travel: How the Mind Can Defeat Time (2004) ISBN 0-8356-0828-X, ISBN 978-0-8356-0828-2
- The Little Book of BLEEPS by William Arntz and Betsy Chasse (2004) ISBN 0-9761074-0-6, ISBN 978-0-9761074-0-8
- Dr. Quantum's Little Book of Big Ideas: Where Science Meets Spirit (2005) ISBN 1-930491-08-5, ISBN 978-1-930491-08-3
- What the BLEEP Do We Know!? – Discovering the Endless Possibilities For Altering Your Everyday Reality William Arntz, Betsy Chasse & Mark Vincente (2005) (mit einem Beitrag von und einem Interview mit Wolf) ISBN 0-7573-0334-X
- Dr. Quantum in the Grandfather Paradox (mit Etan Boritzer) (2007) ISBN 0-9786813-3-9
- Time Loops and Space Twists (2010) ISBN 978-0-9818771-3-6

Filme
- What the Bleep Do We Know!? (2004), deutsche Fassung: What the Bleep do we (k)now!? – Ich weiß, dass ich nichts weiß! (2006)
- What the BLEEP – Down the Rabbit Hole – Quantum Edition Multi-Disc DVD Set (2006), deutsche Fassung: Bleep – Down the Rabbit Hole – Das Msyterium geht weiter (2007)
- The Secret (2006), deutsche Fassung: Das Geheimnis – Traue dich zu träumen (2020)
- Dalai Lama Renaissance (2007), deutsche Fassung: Dalai Lama Renaissance – Der wahre Wandel beginnt in dir (2009)
- Spirit Space (2008)

Audio
- Dr. Quantum Presents: A User's Guide To Your Universe (2005)
- Dr. Quantum Presents: Meet the Real Creator—You! (2005)
- Dr. Quantum Presents: Do-It-Yourself Time Travel (2008)